# Jacques Lefèvre (esgrimista)
Jacques Lefèvre   (Marsella, 1 de febrer de 1928 - La Rochelle, 12 de gener de 2024) és un tirador d'esgrima francès, ja retirat, especialista en sabre, guanyador d'una medalla olímpica.
Durant la seva carrera esportiva va prendre part en cinc Jocs Olímpics d'Estiu, el 1948, 1952, 1956, 1960 i 1964, on hi disputà les proves individual i per equips de sabre. El 1952, a Hèlsinki, guanyà la medalla de bronze en la competició de sabre per equips.
En el seu palmarès també destaquen sis medalles al Campionat del Món d'esgrima, dues de plata i tres de bronze, entre les edicions de 1949 i 1966. Als Jocs del Mediterrani guanyà dues medalles d'or, una de plata i una de bronze en les edicions de 1951 i 1955.